# USL League One 2020
La USL League One 2020 fue la segunda temporada de la USL League One. La temporada regular estaba programada para comenzar el 27 de marzo y finalizar el 3 de octubre. El 13 de marzo, se anunció que el inicio de la temporada regular se retrasaría hasta el 11 de abril debido a la Pandemia de COVID-19. 
Esta demora se extendió hasta el 10 de mayo. La demora se extendió por tercera vez con la USL esperando la orientación y la claridad de varias autoridades antes de anunciar una nueva fecha. El 5 de junio, la liga anunció una fecha de regreso provisional del 18 de julio. El 2 de julio, la liga anunció un calendario modificado de 20 partidos con un desempate modificado. Ahora, solo los dos mejores equipos irían directamente a las finales de la liga, el fin de semana del 31 de octubre. 
El 8 de julio, el Toronto FC II anunció que no jugaría en 2020 debido a las restricciones de Covid-19. Siguen siendo un club miembro de la liga y planean regresar para la temporada 2021. Nueve equipos regresaron de la temporada inaugural, mientras que tres equipos nuevos ingresaron por primera vez, los equipos de reserva de la MLS, Fort Lauderdale CF y New England Revolution II, y el Union Omaha. El North Texas SC regresó como campeón defensor.
Greenville Triumph SC recibió el título según el promedio de puntos por juego (2.188 a 1.825).

## Equipos participantes
| Club                      | Ciudad                       | Estadio                      | Capacidad        | Fundación        | Afiliación       | Entrenador       | MLS/USL Afiliado       |
| Equipos Actuales          | Equipos Actuales             | Equipos Actuales             | Equipos Actuales | Equipos Actuales | Equipos Actuales | Equipos Actuales | Equipos Actuales       |
| ------------------------- | ---------------------------- | ---------------------------- | ---------------- | ---------------- | ---------------- | ---------------- | ---------------------- |
| Chattanooga Red Wolves SC | Chattanooga, Tennessee       | CHI Memorial Stadium         | 5,000            | 2018             | 2019             | Tim Hankinson    |                        |
| Fort Lauderdale CF        | Fort Lauderdale, Florida     | Inter Miami CF Stadium       | 19,000           | 2019             | 2020             | Jason Kreis      | Inter Miami CF         |
| Forward Madison FC        | Madison, Wisconsin           | Hart Park                    | 3,000            | 2018             | 2019             | Daryl Shore      | Chicago Fire FC        |
| Greenville Triumph SC     | Greenville, Carolina del Sur | Legacy Early College Field   | 4,000            | 2018             | 2019             | John Harkes      |                        |
| New England Revolution II | Foxborough, Massachusetts    | Gillette Stadium             | 20,000           | 2019             | 2020             | Clint Peay       | New England Revolution |
| North Texas SC            | Arlington, Texas             | Globe Life Park in Arlington | 48,114           | 2018             | 2019             | Eric Quill       | FC Dallas              |
| Orlando City B            | Kissimmee, Florida           | Osceola County Stadium       | 5,400            | 2015             | 2019             | Roberto Sibaja   | Orlando City SC        |
| Richmond Kickers          | Richmond, Virginia           | City Stadium                 | 22,611           | 1993             | 2019             | David Bulow      |                        |
| South Georgia Tormenta FC | Statesboro, Georgia          | Erk Russell Park             | 3,500            | 2019             | 2020             | John Miglarese   |                        |
| Toronto FC II†            | Toronto, Ontario             | BMO Training Ground          | 1,000            | 2014             | 2019             | Michael Rabasca  | Toronto FC             |
| FC Tucson                 | Tucson, Arizona              | Kino Sports Complex          | 3,500            | 2010             | 2019             | Darren Sawatzky  | Phoenix Rising FC      |
| Union Omaha               | Papillion, Nebraska          | Werner Park                  | 9,023            | 2019             | 2020             | Jay Mims         |                        |

### Equipos por estado
| Provincia        | N.º | Equipos                            |
| ---------------- | --- | ---------------------------------- |
| Florida          | 2   | Fort Lauderdale CF, Orlando City B |
| Tennessee        | 1   | Chattanooga Red Wolves SC          |
| Wisconsin        | 1   | Forward Madison FC                 |
| Carolina del Sur | 1   | Greenville Triumph SC              |
| Massachusetts    | 1   | New England Revolution II          |
| Texas            | 1   | North Texas SC                     |
| Virginia         | 1   | Richmond Kickers                   |
| Georgia          | 1   | South Georgia Tormenta FC          |
| Arizona          | 1   | FC Tucson                          |
| Nebraska         | 1   | Union Omaha                        |

## Clasificación
| Pos. | Equipo                    | Pts. | PJ | G  | E | P  | GF | GC | Dif. | Clasificación 2020            |
| ---- | ------------------------- | ---- | -- | -- | - | -- | -- | -- | ---- | ----------------------------- |
| 1    | Greenville Triumph SC     | 35   | 16 | 11 | 2 | 3  | 24 | 11 | +13  | Clasificación a los play-offs |
| 2    | Union Omaha               | 29   | 16 | 8  | 5 | 3  | 20 | 15 | +5   | Clasificación a los play-offs |
| 3    | North Texas SC            | 27   | 16 | 7  | 6 | 3  | 27 | 19 | +8   |                               |
| 4    | Richmond Kickers          | 26   | 16 | 8  | 2 | 6  | 22 | 23 | −1   |                               |
| 5    | Chattanooga Red Wolves SC | 22   | 15 | 6  | 4 | 5  | 21 | 17 | +4   |                               |
| 6    | FC Tucson                 | 22   | 16 | 6  | 4 | 6  | 21 | 19 | +2   |                               |
| 7    | Forward Madison FC        | 21   | 16 | 5  | 6 | 5  | 20 | 14 | +6   |                               |
| 8    | South Georgia Tormenta FC | 19   | 16 | 5  | 4 | 7  | 19 | 22 | −3   |                               |
| 9    | New England Revolution II | 18   | 16 | 5  | 3 | 8  | 19 | 26 | −7   |                               |
| 10   | Fort Lauderdale CF        | 15   | 16 | 4  | 3 | 9  | 19 | 28 | −9   |                               |
| 11   | Orlando City B            | 6    | 15 | 1  | 3 | 11 | 10 | 29 | −19  |                               |

Actualizado a los partidos jugados el 24 de octubre de 2020.
 Fuente: USL League One

## Resultados
| Fort Lauderdale CF | 0-2 | Greenville Triumph SC | Estadio Inter Miami CF | 18 de julio | 19:00 |

| New England Revolution II | 0-0 | Union Omaha               | Gillette Stadium             | 25 de julio | 17:00 |
| Fort Lauderdale CF        | 1-2 | FC Tucson                 | Estadio Inter Miami CF       | 25 de julio | 19:00 |
| Greenville Triumph SC     | 3-2 | Richmond Kickers          | Legacy Early College Field   | 25 de julio | 19:00 |
| South Georgia Tormenta FC | 2-2 | Chattanooga Red Wolves SC | Erk Russell Park             | 25 de julio | 20:00 |
| North Texas SC            | 2-1 | Forward Madison FC        | Globe Life Park in Arlington | 25 de julio | 21:00 |

| South Georgia Tormenta FC | 0-0 | Richmond Kickers      | Erk Russell Park     | 28 de julio | 20:00 |
| Forward Madison FC        | 0-0 | Greenville Triumph SC | Hart Park            | 31 de julio | 21:00 |
| Chattanooga Red Wolves SC | 1-0 | FC Tucson             | CHI Memorial Stadium | 1 de agosto | 18:00 |
| South Georgia Tormenta FC | 2-0 | Orlando City B        | Erk Russell Park     | 1 de agosto | 20:00 |
| Union Omaha               | 1-0 | North Texas SC        | Werner Park          | 1 de agosto | 20:00 |

| Greenville Triumph SC     | 1-0 | South Georgia Tormenta FC | Legacy Early College Field   | 5 de agosto | 20:00 |
| New England Revolution II | 0-2 | Orlando City B            | Gillette Stadium             | 7 de agosto | 20:00 |
| Richmond Kickers          | 1-0 | Forward Madison FC        | City Stadium                 | 8 de agosto | 19:30 |
| South Georgia Tormenta FC | 1-2 | Fort Lauderdale CF        | Erk Russell Park             | 8 de agosto | 21:00 |
| North Texas SC            | 2-2 | Chattanooga Red Wolves SC | Globe Life Park in Arlington | 8 de agosto | 22:00 |
| FC Tucson                 | 1-2 | Union Omaha               | Kino Sports Complex          | 8 de agosto | 23:30 |

| Orlando City B        | 1-1 | Fort Lauderdale CF        | Osceola County Stadium       | 14 de agosto | 20:00 |
| Forward Madison FC    | 4-0 | South Georgia Tormenta FC | Hart Park                    | 14 de agosto | 21:00 |
| Richmond Kickers      | 2-1 | FC Tucson                 | City Stadium                 | 15 de agosto | 19:30 |
| Greenville Triumph SC | 1-0 | Chattanooga Red Wolves SC | Legacy Early College Field   | 15 de agosto | 22:00 |
| North Texas SC        | 3-3 | New England Revolution II | Globe Life Park in Arlington | 15 de agosto | 22:00 |

| Orlando City B            | 1-4 | FC Tucson                 | Osceola County Stadium     | 17 de agosto | 20:00 |
| Union Omaha               | 1-1 | Forward Madison FC        | Werner Park                | 19 de agosto | 21:00 |
| Fort Lauderdale CF        | 3-2 | North Texas SC            | Inter Miami CF Stadium     | 19 de agosto | 21:00 |
| New England Revolution II | 1-2 | Richmond Kickers          | Gillette Stadium           | 21 de agosto | 20:00 |
| Chattanooga Red Wolves SC | 1-2 | South Georgia Tormenta FC | CHI Memorial Stadium       | 22 de agosto | 14:00 |
| Greenville Triumph SC     | 1-0 | Fort Lauderdale CF        | Legacy Early College Field | 22 de agosto | 19:00 |

| Forward Madison FC        | 3-1 | Orlando City B            | Hart Park                    | 23 de agosto | 18:00 |
| North Texas SC            | 2-2 | Union Omaha               | Globe Life Park in Arlington | 23 de agosto | 22:00 |
| New England Revolution II | 1-0 | Greenville Triumph SC     | Gillette Stadium             | 26 de agosto | 20:00 |
| Orlando City B            | 1-1 | South Georgia Tormenta FC | Osceola County Stadium       | 28 de agosto | 20:00 |

| Chattanooga Red Wolves SC | 4-0 | New England Revolution II | CHI Memorial Stadium | 29 de agosto | 14:00 |
| Richmond Kickers          | 2-1 | Greenville Triumph SC     | City Stadium         | 29 de agosto | 19:30 |
| Union Omaha               | 2-1 | FC Tucson                 | Werner Park          | 29 de agosto | 21:00 |

| Orlando City B            | 1-1 | North Texas SC            | Osceola County Stadium | 3 de septiembre | 20:00 |
| New England Revolution II | 0-4 | Forward Madison FC        | Gillette Stadium       | 4 de septiembre | 20:00 |
| South Georgia Tormenta FC | 1-2 | Greenville Triumph SC     | Erk Russell Park       | 4 de septiembre | 21:00 |
| Fort Lauderdale CF        | 1-1 | Chattanooga Red Wolves SC | Estadio Inter Miami CF | 5 de septiembre | 21:00 |
| FC Tucson                 | 2-2 | Richmond Kickers          | Kino Sports Complex    | 5 de septiembre | 23:30 |

| Union Omaha               | 1-0 | Orlando City B            | Werner Park            | 6 de septiembre  | 21:00 |
| New England Revolution II | 1-2 | Chattanooga Red Wolves SC | Gillette Stadium       | 9 de septiembre  | 20:00 |
| South Georgia Tormenta FC | 2-2 | Union Omaha               | Erk Russell Park       | 11 de septiembre | 21:00 |
| Chattanooga Red Wolves SC | 2-1 | Richmond Kickers          | CHI Memorial Stadium   | 12 de septiembre | 14:00 |
| Fort Lauderdale CF        | 2-0 | Orlando City B            | Estadio Inter Miami CF | 12 de septiembre | 21:00 |
| FC Tucson                 | 0-2 | North Texas SC            | Kino Sports Complex    | 12 de septiembre | 23:30 |

| Greenville Triumph SC     | 2-0 | Forward Madison FC        | Legacy Early College Field | 13 de septiembre | 16:00 |
| Chattanooga Red Wolves SC | 2-0 | Union Omaha               | CHI Memorial Stadium       | 15 de septiembre | 13:00 |
| FC Tucson                 | 1-0 | New England Revolution II | Kino Sports Complex        | 16 de septiembre | 23:30 |

| Chattanooga Red Wolves SC | 0-1 | Greenville Triumph SC     | CHI Memorial Stadium         | 19 de septiembre | 14:00 |
| Fort Lauderdale CF        | 1-2 | South Georgia Tormenta FC | Estadio Inter Miami CF       | 19 de septiembre | 21:00 |
| Union Omaha               | 0-2 | New England Revolution II | Werner Park                  | 19 de septiembre | 21:00 |
| North Texas SC            | 1-1 | FC Tucson                 | Globe Life Park in Arlington | 19 de septiembre | 22:00 |
| Richmond Kickers          | 2-1 | Orlando City B            | City Stadium                 | 7 de octubre     | 19:30 |

| Richmond Kickers      | 2-1 | Fort Lauderdale CF | City Stadium               | 23 de septiembre | 19:30 |
| FC Tucson             | 2-1 | Forward Madison FC | Kino Sports Complex        | 23 de septiembre | 23:30 |
| Greenville Triumph SC | 1-0 | North Texas SC     | Legacy Early College Field | 25 de septiembre | 20:00 |

| Orlando City B     | 0-1 | New England Revolution II | Osceola County Stadium | 26 de septiembre | 12:00 |
| Forward Madison FC | 1-0 | Chattanooga Red Wolves SC | Hart Park              | 26 de septiembre | 15:00 |
| Union Omaha        | 0-1 | Richmond Kickers          | Werner Park            | 26 de septiembre | 21:00 |
| FC Tucson          | 1-2 | Fort Lauderdale CF        | Kino Sports Complex    | 26 de septiembre | 23:30 |

| Fort Lauderdale CF    | 2-3 | Union Omaha               | Estadio Inter Miami CF       | 30 de septiembre | 21:00 |
| Greenville Triumph SC | 2-0 | Orlando City B            | Legacy Early College Field   | 2 de octubre     | 20:00 |
| Richmond Kickers      | 0-4 | New England Revolution II | City Stadium                 | 3 de octubre     | 19:30 |
| North Texas SC        | 3-0 | Fort Lauderdale CF        | Globe Life Park in Arlington | 3 de octubre     | 19:30 |
| Union Omaha           | 3-0 | South Georgia Tormenta FC | Werner Park                  | 3 de octubre     | 21:00 |
| Forward Madison FC    | 0-0 | FC Tucson                 | Hart Park                    | 3 de octubre     | 21:00 |

| Chattanooga Red Wolves SC | 1-3 | North Texas SC            | CHI Memorial Stadium         | 7 de octubre  | 13:00 |
| South Georgia Tormenta FC | 0-1 | FC Tucson                 | Erk Russell Park             | 7 de octubre  | 20:00 |
| New England Revolution II | 4-1 | Fort Lauderdale CF        | Gillette Stadium             | 9 de octubre  | 20:00 |
| Orlando City B            | -   | Chattanooga Red Wolves SC | Osceola County Stadium       | 10 de octubre | 16:00 |
| North Texas SC            | 2-1 | Richmond Kickers          | Globe Life Park in Arlington | 10 de octubre | 21:30 |
| FC Tucson                 | 2-2 | Greenville Triumph SC     | Kino Sports Complex          | 10 de octubre | 23:30 |

| Forward Madison FC        | 0-0 | Union Omaha               | Hart Park              | 11 de octubre | 17:00 |
| Fort Lauderdale CF        | 2-2 | Forward Madison FC        | Estadio Inter Miami CF | 14 de octubre | 17:00 |
| New England Revolution II | 1-1 | North Texas SC            | Gillette Stadium       | 16 de octubre | 20:00 |
| Chattanooga Red Wolves SC | 1-1 | Forward Madison FC        | CHI Memorial Stadium   | 17 de octubre | 14:00 |
| Richmond Kickers          | 0-1 | South Georgia Tormenta FC | City Stadium           | 17 de octubre | 19:30 |
| FC Tucson                 | 2-0 | Orlando City B            | Kino Sports Complex    | 17 de octubre | 23:30 |

| Greenville Triumph SC     | 1-2 | Union Omaha               | Legacy Early College Field | 18 de octubre | 16:00 |
| Orlando City B            | 1-3 | Richmond Kickers          | Osceola County Stadium     | 21 de octubre | 12:00 |
| South Georgia Tormenta FC | 4-0 | New England Revolution II | Erk Russell Park           | 21 de octubre | 20:00 |
| Forward Madison FC        | 0-1 | North Texas SC            | Hart Park                  | 21 de octubre | 21:00 |

| Orlando City B     | 1-4 | Greenville Triumph SC     | Osceola County Stadium       | 24 de octubre | 14:00 |
| Richmond Kickers   | 1-2 | Chattanooga Red Wolves SC | City Stadium                 | 24 de octubre | 19:30 |
| Union Omaha        | 1-0 | Fort Lauderdale CF        | Werner Park                  | 24 de octubre | 22:00 |
| Forward Madison FC | 2-1 | New England Revolution II | Hart Park                    | 24 de octubre | 22:00 |
| North Texas SC     | 2-1 | South Georgia Tormenta FC | Globe Life Park in Arlington | 24 de octubre | 22:30 |

## Playoffs

### Final
El juego fue cancelado el día anterior porque varios jugadores de Union Omaha dieron positivo por COVID-19. Greenville recibió el título en base al promedio de puntos por juego (2.188 a 1.825).
| 31 de octubre de 2020 | Greenville Triumph SC | Cancelado | Union Omaha | Legacy Early College Field, Greenville |  |
| 21:00                 |                       |           |             |                                        |  |

## Goleadores
- Actualizado el 31 de octubre de 2020.

| Jugador           | Equipo                 | Goles |
| ----------------- | ---------------------- | ----- |
| Emiliano Terzaghi | Richmond Kickers       | 10    |
| Greg Hurst        | Chattanooga Red Wolves | 8     |
| Ricky Lopez-Espin | Fort Lauderdale        | 7     |
| Lachlan McLean    | Greenville Triumph     | 7     |
| Evan Conway       | Union Omaha            | 6     |
| Jake Keegan       | Greenville Triumph     | 5     |
| Ronaldo Damus     | North Texas            | 5     |
| Alex Morrell      | Greenville Triumph SC  | 5     |